# تیم ملی بسکتبال جبل‌الطارق
تیم ملی بسکتبال جبل‌الطارق نماینده منطقه خارج از کشور جبل الطارق انگلیس در مسابقات بین‌المللی بسکتبال است . این تیم توسط فدراسیون بسکتبال جبل‌الطارق که از سال ۱۹۸۵ عضو فیبا اروپا است اداره می شود. این تیم در مسابقات قهرمانی اروپا برای کشورهای کوچک و در بازی های جزیره ای رقابت می کند .